# 羽枝青藓
羽枝青藓（学名：Brachythecium plumosum）为真藓科青藓属下的一个种。倒腐木生或湿石生。